# Четвинд, Уолтер, 1-й виконт Четвинд
Уолтер Четвинд, 1-й виконт Четвинд (англ. Walter Chetwynd, 1st Viscount Chetwynd; 3 июня 1678 — 21 февраля 1736) — британский политик-виг, заседавший в Палате общин с 1702 по 1734 год.

## Биография
Старший сын политика Джона Четвинда (1643—1702) из Ингестре и его жены Люси Роан, дочери Роберта Роана из Туллсворта, Чалдон, Суррей. Он был крещен 3 июня 1678 года. В 1693 году он унаследовал поместья Ингестре после смерти своего кузена Уолтера Четвинда (1633—1693). Он получил образование в Вестминстерской школе с 1692 по 1696 год и поступил в колледж Крайст-Черч, Оксфорд, 28 мая 1696 года, в возрасте 18 лет.
Уолтер Четвинд заседал в Палате общин Англии от Стаффорда (1702—1707) и в Палате общин Великобритании от Стаффорда (1707—1711, 1712—1722, 1725—1734). В 1705 году он был назначен мастером гончих принца Георга Датского, в 1709 году он стал единственным мастеров гончих королевы Анны. Он занимал должность рейнджера Сент-Джеймс-Парка с 1714 по 1727 год. В 1717 году он был назначен главным стюардом Стаффорда.
29 июня 1717 года Уолтер Четвинд получил титулы 1-го виконта Четвинда из Бирхейвена в графстве Керри (Пэрство Ирландии) и 1-го барона Раутдауна в графстве Дублин (Пэрство Ирландии).
27 мая 1703 года в церкви Св. Мартина-ин-зе-Филдс, Ковент-Гарден, Лондон, Уолтер Четвинд женился на достопочтенной Мэри Беркли (до 1671 — 28 февраля 1736/1737), дочери Джона Беркли, 4-го виконта Фицхардинга, и Барбары Вильерс. Их брак был бездетным.
Виконт Четвинд скончался 21 февраля 1735/1736 года в Ингестре, Стаффордшир, Англия, не оставив потомства. Он был похоронен в Ингестре, Стаффордшир, Англия. Ему наследовал его младший брат Джон.